# دانبالا (أسطورة)
دانبالا (بالإنجليزية: Danabala)‏ في الأساطير الأفريقية هو الإله الثعبان في الديانة الودونية في هایتي، ويرمزون إليه بثعبان يتكور على شکل قوس قزح في طريق الشمس أثناء عبوره للسماء، وأحيانا تشكل زوجته (آييدا ويدو) معه نصف القوس، وكثيرا ما يتحد في ديانة هايتي مع الإيمان بالقديس باتريك في الحكايات المسيحية، لأن هذا القديس يظهر في الآثار الفنية المسيحية وتحت قدمه أفعی.